# خروشلین
خروشلین (به لهستانی:  Chruślin) یک روستا در لهستان است که در گمینا بیلاوه واقع شده‌است.